# Ricardo Blázquez Pérez
Ricardo Blázquez Pérez (13 de abril de 1942) é um cardeal espanhol, atual Arcebispo emérito de Valladolid.

## Biografia
Estudou no Seminário Menor de Ávila entre 1955 e 1960 (bacharelado) e no Seminário Maior de Ávila entre 1960 e 1967 (estudos eclesiásticos). Foi ordenado padre em 18 de fevereiro de 1967 pelo ordinario da diocese de Ávila naquele momento, Santos Moro Briz. Mais tarde, de 1967 a 1972, ele estudou na Pontifícia Universidade Gregoriana, em Roma, onde obteve o doutorado em teologia.
Posteriormente regressou a sua diocese de origem, Ávila, onde foi, entre 1972 e 1976, secretário do Instituto Teológico Abulense. De 1974 a 1988 foi professor da Faculdade de Teologia da Universidade Pontifícia de Salamanca, e, entre 1978 e 1981, decano da faculdade; também foi Grão-chanceler da Universidade de 2000 a 2005.
Em 8 de abril de 1988, foi nomeado bispo-titular de Germa in Galatia e bispo-auxiliar de Santiago de Compostela pelo Papa João Paulo II. Recebeu a consagração episcopal em 29 de maio do mesmo ano das mãos do então arcebispo compostelano Antonio María Rouco Varela. Nos anos seguintes foi designado como bispo de Palencia (26 de maio de 1992) e de Bilbao (em 8 de setembro de 1995), quando foi nomeado arcebispo de Valladolid, em 13 de março de 2010, pelo Papa Bento XVI.
Na Conferência Episcopal Espanhola foi presidente das Comissões Episcopais para a Doutrina da Fé (1993-2002) e de Relações Interconfessionais (2002-2005) e foi eleito presidente da Conferência em março de 2005, cargo que ocupou até março de 2008, quando passou a ser vice-presidente durante dois triênio e para o 
que voltou a ser eleito em 12 de março de 2014.
Em 2010 foi designado pela Santa Sé como o encarregado da visita apostólica ao movimento Regnum Christi, realizando-se sob a coordenação do Monsenhor Velasio De Paolis. Também representou a Conferencia Episcopal Española na XIII Assembleia Geral Ordinaria do Sínodo dos Bispos, em outubro de 2012.
Em 29 de março de 2014 foi nomeado membro da Congregação para os Institutos de Vida Consagrada e as Sociedades de Vida Apostólica pelo Papa Francisco.
Em 4 de janeiro de 2015, o Papa Francisco anunciou a sua criação como cardeal, no Consistório Ordinário Público de 2015. Foi criado cardeal-presbítero de Santa Maria em Vallicella, recebendo o barrete e o anel cardinalício em 14 de fevereiro.
Em 17 de junho de 2022, teve sua renúncia aceita pelo Papa Francisco ao governo da arquidiocese, por motivo de idade.

## Obras
Além de colaborar na redação de muitos documentos da Conferência Episcopal Espanhola, é autor de numerosas publicações, entre as que cabe destacar:
- La resurrección en la cristología de Wolfhart Pannenberg (1976)
- Jesús sí, la Iglesia también (1983)
- Jesús, el Evangelio de Dios (1985)
- Las comunidades neocatecumenales. Discernimiento teológico (1988)
- La Iglesia del Concilio Vaticano II (1989)
- Tradición y esperanza (1989)
- Iniciación cristiana y nueva evangelización (1992)
- Transmitir el Evangelio de la verdad (1997)
- En el umbral del tercer milenio (1999)
- La esperanza en Dios no defrauda: consideraciones teológico-pastorales de un obispo (2004)
- Iglesia, ¿qué dices de Dios? (2007)
- Iglesia y Palabra de Dios (2011)
- Del Vaticano II a la Nueva Evangelización (2013)
- Un obispo comenta el Credo (2013)